# Duna Szimfonikus Zenekar
A Duna Szimfonikus Zenekar magyarországi szimfonikus zenekar, ami a Duna Palota rezidens együttese.

## Története
A zenekar 1961-ben alakult meg Budapesten. Azóta folyamatosan koncertezik mind bel-, mind külföldön. A zenekar repertoárjába az európai zenetörténet majdnem mindegyik korszaka beletartozik.
Minden évben két, tavaszi és őszi évadban szervezik meg az előadás-sorozatokat, melyet kiegészítenek a gyermekeknek szóló ifjúsági koncertek is.
A zenekar tagjai a programsorozat koncertjei mellett rendszeres fellépői a Zeneakadémiának, a Budai Vigadónak, a Stefánia Palotának, a Budapesti Kongresszusi Központnak és a Művészetek Palotájának is.
A szimfonikus zenészek más kamaracsoportokban is szerepelnek, állandó karmesterük Deák András, aki már 1985 óta dirigálja a zenekart. Szintén 1985-ben alapították meg a Duna Koncertek nevű sorozatot, ahol a külföldi turisták számára szerveznek koncerteket, a legtöbbször ugyancsak a Duna Palota színháztermében.
Számos alkalommal külföldi vendégzenészek is együtt koncerteznek a szimfonikusokkal, a fellépők között említhető Giuseppe Di Stefano olasz operaénekes, James Galway ír fuvolaművész, Ray Charles amerikai dzsesszzenész, Velencei Tamás, a Berlini Filharmonikus Zenekar szólótrombitása, Varga Tamás és Nagy Róbert, a Bécsi Filharmonikusok szólócsellistái stb.
2020. december 23-án Kásler Miklós miniszter arról értesítette a zenekart, hogy 2021. május 31-i hatállyal megszünteti.
A Duna Szimfonikus Zenekar 2021 májusában a Magyar Élőzene Nonprofit Kft. fenntartásába került. 

## Tagok
- Művészeti igazgató: Szklenár Ferenc
- Tiszteletbeli vezető karmester: Kovács János
- Karmester: Horváth Gábor
- Programmenedzser: Blaskovics László
- Koncertszervező: Bokor-Molnár Andrea
- Zenekari titkár: Balaskó Adrien
- ZENEKARI TAGOK:
- I. HEGEDŰ: Boniszlavszkyné Rudnyickaja Tatyjana – koncertmester, művészeti tanácstag, Boniszlavszky Attila, Elláné Stafka Éva, Konstantin Menyhért, Uzdi Egon, Zámbó Judit
- II. HEGEDŰ Görög-Hegyi Szilvia – szólamvezető, Illésfalvi Edit -művészeti tanácstag, szakszervezeti képviselő, Prokopius Andrea, Farkas Noémi,
- BRÁCSA: Radnai Róbert – szólamvezető, művészeti tanácstag, Harmath Mária, Szombathelyi Tünde, Nagy Ágnes
- CSELLÓ: Reiter Anna – szólamvezető, Kovácsné Hutai Ágnes, Smidelik Zsuzsanna – szakszervezeti képviselő, Demeter Ágnes
- NAGYBŐGŐ: Puporka Jenő, Du Tianze, Csuja Dániel
- HÁRFA: Ramocsa Lili
- FUVOLA: Demeter László – szólamvezető, művészeti tanácstag, Szklenár Ferenc – ÜGYVEZETŐ
- OBOA: Szélpál Krisztina – szólamvezető, Farkas Anna, Jordán-Szkordilisz Emília (GYES)
- KLARINÉT: Gáy Tamás – szólamvezető, Botz István, Demeter Tibor
- FAGOTT: Kiss Gábor – szólamvezető, Jónás Judit
- KÜRT: Révész Márk, Somogyi Zoltán, Gáy Zsuzsanna, Migróczi-Lantos Zsófia
- TROMBITA: Végh Tamás – művészeti tanácstag, szólamvezető, Komlóssy Gábor, Igric Balázs
- HARSONA: Lukács-Borbély Andrea – szólamvezető,Zwickl Ágoston
- ÜTŐ: Varasdy Dávid, Kökényessy Anna, Stefán Tivadar